# Occidental Petroleum
Occidental Petroleum ("Oxy") (NYSE: OXY) é uma empresa internacional de extração e exploração comercial de petróleo e gás que opera nos Estados Unidos, no Oriente Médio, no Norte de África, e na América do Sul.
Em Seattle, durante o encontro da OMC de 1999, manifestantes de orientação anarquista conhecidos como Black blocs atacaram e vandalizaram agências da Fidelity Investiments. Em um manifesto lançado na Internet o mesmo grupo assumiu a autoria da ação denunciando ser aquele conglomerado o maior acionista da empresa Occidental Petroleum que por sua vez, através de sua exploração na Colômbia havia se tornado - segundo tais grupos - o "carrasco" do povo indígena U'wa.